# Aeroportul Ust-Tsylma
Aeroportul Ust-Tsylma (IATA: UTS, ICAO: UUYX) este un aeroport din Ust-Țilma⁠(d), Selskoe poselenie «Ust-Țilma»⁠(d), Ust-Țilemski raion⁠(d), Republica Komi, Rusia ce deservește zona Ust-Țilma⁠(d). Aeroportul a fost tranzitat în 2017 de 11.948 de pasageri.
Situat la o altitudine de 80 m, aeroportul dispune de o singură pistă.